# Ruffey-lès-Beaune
Ruffey-lès-Beaune är en kommun i departementet Côte-d'Or i regionen Bourgogne-Franche-Comté i östra Frankrike. Kommunen ligger i kantonen Beaune-Sud som tillhör arrondissementet Beaune. År 2022 hade Ruffey-lès-Beaune 742 invånare.

## Befolkningsutveckling
Antalet invånare i kommunen Ruffey-lès-Beaune
Referens:INSEE